# AA Santa Cruz
AA Santa Cruz is een Braziliaanse voetbalclub uit Salinópolis in de staat Pará. De club werd in 2001 opgericht als ene amateurclub en nam in 2012 het profstatuut aan. De club speelde in 2013 en 2014 in de hoogste klasse van het Campeonato Paraense.